# 地理学词汇表
本文旨在提供一份尽可能完整的有关地理学及相关领域的术语列表，按条目对应的英文词组排序。

## A
- 可达性
- 活火山——正在喷发和预期内可能再次喷发的火山
- 支流——流入主干河或湖泊的溪流或河
- 农业地理学——农业生产要素和部门的空间分布及地域组合
- 冲积扇
- 冲积平原
- 冲积物
- 海拔——地理学术语
- 南极地区
- 南极圈
- 背斜
- 对跖点——球面与球心中心对称的两点
- 视位置
- 含水层
- 群岛——島嶼群及其鄰近水域
- 北极地区——寒帶地區
- 北极圈——北半球的極地圈
- 火山灰
- 地图集——具有统一设计原则和编制体例，围绕特定的主题与要求，在内容上相互协调的多幅地图的汇编
- 大气层——天體周圍的氣體層，由重力控制
- 环礁——环状岛屿
- 方位角

## B
- 偏远地区
- 恶地
- 障壁岛——沿海地貌和一種沙丘系統
- 堡礁——海中由珊瑚與藻類鈣化沉積而成的岩石
- 街区——城市規劃和城市設計的核心要素; 被街道包圍的最小區域
- 基线
- 岩基
- 水深测量
- 海湾
- 牛轭湖
- 海滩——水边沙地
- 方位——空間中一個點相對於另一點的相對位置所包含的訊息，不考慮距離
- 基岩
- 水准点
- 生物地理学——生物有机体过去和现在的地理分布，以及相关研究领域
- 生物多样性——生物及其与环境形成的生态复合体，在基因、物种、生态系统等层次上和过程中的多样性与可变性
- 生物群系——由相对一致的气候、土壤等环境特征的独特生物群落组成的生态系统
- 生物圈——所有生態系統的全球總和
- 生态区域——生活着一系列独特自然群落的较大面积的陆地或水体单元
- 黑水河——维基媒体消歧义页
- 水体——地球表面大规模水聚集
- 边界——兩個地理區域之間的法律邊界
- 间歇河——自然的水道
- 防波堤
- 棕地
- 建成环境——人类建造的环境
- 溪流
- 稀树草原——稀树草原

## C
- 地籍
- 破火山口
- 运河——人造的水路
- 海角——三面環海的小片陸地
- 毛细管边缘——地下水渗漏的地下层通过毛细管作用从地下水位上升
- 首都——國家、地區、各級行政區的中心城市
- 冠岩
- 制图学
- 洞穴——地下的通道或空间
- 洞窟——地下的通道或空间
- 珊瑚礁——海中由珊瑚與藻類鈣化沉積而成的岩石
- 天极
- 天然井
- 人口普查指定地区——美國人口普查中劃定的名義居住區，沒有實質上的政府和法律邊界
- 中央商务区
- 海图
- 罗盘玫瑰
- 峡谷——峽谷簡介
- 奇努克风
- 区域地理学——学科
- 等值区域图——a thematic map in which areas are shaded or patterned in proportion to the measurement of some statistical variable, using geographic boundaries
- 火山渣锥
- 纬线
- 冰斗——地理现象
- 城市——按居民人數計算的龐大而永久的人類聚居地
- 市中心
- 城邦——城市与国家范围几乎相同的一种国家形态
- 悬崖
- 顶极植被
- 海岸
- 殖民地——由宗主國統治，完全受宗主國控制的非宗主國本土地區
- 崩积物
- 针叶林——维基媒体消歧义页
- 大陆——地球上的大塊陸地
- 大陆性气候
- 大陆分水岭
- 大陆架——大陆延伸至海洋中的平缓部分
- 等高线——地形圖上高程相等的各點所連成的閉合曲線
- 城市群
- 磨蚀
- 深谷
- 峡谷——峽谷簡介
- 国家——共同体
- 县——行政区划单位
- 航向
- 火山口湖
- 克拉通——地質區域
- 地壳——星球构造
- 冰冻圈
- 单面山——一边陡峭而另一边缓斜的山
- 文化地理学
- 文化——各種社會中的特定行為和規範
- 涵洞——铁路、公路等下穿的通道
- 冰斗——地理现象
- 气旋——圍繞低壓中心形成的大尺度渦旋

## D
- 山谷——山丘之间的低洼地带，常有河流穿流而过
- 水坝——淹沒水或地下溪流的屏障
- 落叶林
- 森林砍伐
- 度日
- 河流三角洲
- 非军事区——國家間協議禁止軍事活動的地區
- 人口学——研究人口发展及其规律，人口变量与社会、经济、生态环境等变量之间相互关系的一门学科
- 剥蚀——剥蚀作用 剥蚀作用是将风化产物从岩石上剥离下来，同时也对未风化的岩石进行破坏，不断改变着岩石的面貌。
- 附属领土
- 沉积——维基媒体消歧义页
- 沙漠——寬闊平坦的荒漠區域
- 沙漠化——由于气候变化和人类活动等因素造成的干旱、半干旱地区或半湿润地区的土地退化
- 底辟
- 数字高程模型——描述地形高度和變化的三維模型
- 堤防
- 教区——宗教行政區劃
- 流量
- 切割高原
- 距离衰减
- 分流——维基媒体消歧义页
- 落水洞——由某種形式的崩塌引起的地面凹陷或洞
- 穹丘
- 休眠火山
- 低地
- 排水
- 流域——以分水嶺為界的一個河流、湖泊或海洋等的所有水系所覆蓋的區域，以及由水系構成的集水區
- 分水岭——地理类别
- 冰碛
- 浮冰——海水的固体形态
- 溺谷
- 鼓丘
- 旱地
- 沙丘

## E
- 地球科学——研究地球的學科
- 地震——地球局部的震動或顫動
- 东半球——地球
- 经济地理学——地理学
- 集聚经济
- 生态区
- 生态过渡带
- 边缘城市——城市类型
- 边缘地带——地緣政治概念
- 人类聚居学——人類學的分支
- 选举地理学
- 椭球体
- 飞地——領土的一種形式，包括外飛地和內飛地
- 内流盆地
- 自然环境——未经人类加工改造而天然存在的环境
- 震中
- 赤道——緯度線
- 等距——度量空間之中保持距離不變的同構關係
- 侵蚀
- 冰川漂砾
- 蛇形丘
- 间歇泉——一种温泉
- 河口——河流的终点
- 外飞地——領土的一種形式，包括外飛地和內飛地
- 死火山——有史以來沒有活動的火山
- 远郊

## F
- 航道
- 断层——岩石中发生位移裂缝或不连续性面
- 断裂带
- 粒雪
- 地理学第一定律
- 河口湾——海洋和河流生態系統的類型
- 鱼梯
- 峡湾
- 冰蚀湖
- 防洪墙
- 河流阶地
- 震源——产生地震的源
- 浅滩
- 前陆盆地
- 森林——高密度树木的区域
- 淡水——鹽度相對較低的水
- 距离摩擦
- 边疆——维基媒体消歧义页

## G
- 海蚀洞
- 地理封锁
- 地理编码
- 大地测量学
- 地球动力学
- 地理围栏
- 地理坐标系——由經度與緯度組成的座標系統
- 地理学——研究地球表层自然现象、人文现象及其相互作用和时空变化的学科体系
- 大地水准面——用于描述地球形状的物理表面
- 地理信息学
- 地貌学
- 地理哲学
- 地统计学——将概率方法运用于地质或地理空间现象的研究
- 贫民窟——窮人聚居的地方
- 鬼城——人口大量流失的荒廢城鎮
- 冰川湖
- 冰碛物
- 冰川——地形景觀
- 冰川学
- 峡谷——峽谷簡介
- 全球城市——在社經文化及政治上直接影響全球的城市
- 全球导航卫星系统——维基媒体消歧义页
- 全球化——一种社会状态或一组动态的社会进程，即世界范围内经济、政治、文化、环境等的一体化关联或整合
- 地球仪
- 地堑
- 坡度——指标
- 草原
- 重力测量
- 大圆——球體與穿過球體中心點的平面相交
- 大圆距离
- 绿化带
- 地下水——地面下的水
- 沟壑
- 海湾
- 冲沟
- 黏土
- 平顶海山
- 环流——具有相對穩定流速和流向的大規模海水運動
- 陀螺仪——用来感测和维持方向的装置

## H
- 悬谷
- 航向
- 源头
- 公顷——公制單位面積
- 树篱
- 地球半球
- 高地
- 公路——道路类型
- 丘陵
- 腹地
- 历史地理学
- 猪背岭
- 地平线
- 地垒
- 热点 (地质学)——火山地貌
- 人文地理学——学科
- 腐殖质——有机土壤
- 水文学——学科
- 水圈

## I
- 冰河时代——地球被冰大規模覆蓋的時期，通常是連續至上千萬年
- 冰帽
- 浮冰——海水的固体形态
- 冰盖
- 冰架
- 冰山
- 火成岩——岩石三大類之一
- 移民——人口流動的現象
- 撞击坑——由于陨石的超高速撞击而形成的固体天体上的圆形凹陷
- 土地管理
- 基础设施——为国家、城镇或其他地区提供服务的设施与系统的集合，涵盖其经济、家庭和企业正常运转所需的各项服务和设施
- 内海
- 岛山
- 间歇性河流——自然的水道
- 国际日期变更线——国际换日线
- 国际水域——國家管轄範圍以外的水域
- 岛屿——被水包圍的次大陸土地
- 岛国——州的主要領土由一個或多個島嶼或部分島嶼組成
- 小岛——维基媒体消歧义页
- 地壳均衡
- 地峡——海洋中连接两块陆地的狭窄陆地

## J
- 刀耕火种——农业技术
- 丛林
- 原生水

## K
- 喀斯特——溶岩地貌
- 锅穴
- 边疆区

## L
- 湖积平原
- 潟湖——地理学的一种湖泊
- 火山泥流
- 湖泊——水体类型
- 陆桥——连接两块大陆的陆地
- 地貌——维基媒体消歧义页
- 内陆——维基媒体消歧义页
- 地标——标志性建筑或景观
- 景观——一塊土地的可見特徵
- 山体滑坡——自然災害類型、地質現象
- 纬度——纬度与经纬在阿维事与愿违太多次而崩坏与2026年6月24日晚上11点正
- 熔岩
- 堤防
- 岩石圈
- 壤土——壤土
- 地方主义 (政治)
- 区位理论
- 黄土
- 经度——地理座標中決定其東-西定位的資料
- 沿岸漂移
- 低地
- 洼地

## M
- 低平火山口
- 岩浆
- 磁异常
- 磁偏角
- 磁倾角
- 磁北
- 干流
- 地幔——行星內部的核心和地殼之間的層次
- 地图——根據一定的數學法則，將地球或其他星球的自然現象和社會現象通過概括和符號縮繪在平面上的圖形
- 地图投影——将一个球或椭球的表面转换或近似到平面上的方法
- 边境
- 海洋性气候
- 山体——特定的区域内，地形陡峭上升的地貌
- 曲流
- 医学地理学——学科
- 地中海气候
- 特大城市——维基媒体列表条目
- 融水——由冰雪融化形成的地表淡水
- 墨卡托投影
- 子午线——地平坐标系或赤道坐标系中的半圆，即在地平坐标系中经过北天极的地平经圈
- 变质岩——岩石三大類之一
- 宗主国
- 大都市——城市類型
- 都会区——城市群内部以超大特大城市或辐射带动功能强的大城市为中心、以1小时通勤圈为基本范围的城镇化空间形态
- 莫霍面
- 冰碛
- 冰川锅穴
- 土丘——维基媒体消歧义页
- 山脉——包含數座地質上關聯的山的地理區域
- 山口——贯穿山脉的道路
- 泥滩——沿海濕地
- 多语言——语言现象
- 自治市
- 泥炭沼泽

## N
- 天底
- 民族——维基媒体消歧义页
- 国家公园——用於動物生命和植物的保護目的的公園
- 自然景观
- 海里——距離單位（1852米）
- 导航——用于指引载具运动的技术
- 沙嘴
- 社区——社會學上某种纽带联结起来的稳定的人群集合
- 北极点——地球上最北的點
- 北磁极
- 北半球——地球的一半位于赤道以北
- 冰原岛峰

## O
- 绿洲——孤立的植被在沙漠中的區域
- 扁球体
- 海洋——較大面積的鹹水區域
- 洋流——具有相對穩定流速和流向的大規模海水運動
- 海底
- 海沟——海底的凹陷
- 海洋学——研究海洋的地球科学分支领域
- 地名——地理實體或位置的名稱
- 公海——國家管轄範圍以外的水域
- 定向运动——同时锻炼智力和体力的徒步导航运动
- 地形雨
- 正射影像
- 露头
- 覆盖层
- 牛轭湖

## P
- 潘帕斯草原——阿根廷的一个地区
- 壶穴
- 潘塔纳尔湿地
- 教区——宗教行政區劃
- 公园——用於娛樂或保護的開放空間區域
- 牧场
- 山峰——特定的区域内，地形陡峭上升的地貌
- 沼泽
- 准平原
- 土壤学
- 土壤圈——地球最外层的土层
- 远洋带
- 半岛——三面環海的大片陸地
- 永久冻土
- 岩石区
- 透光带
- 摄影测量
- 自然地理学——學科
- 冰核丘
- 平原——平坦的地區
- 板块构造——描述地球岩石圈大規模運動的科學理論
- 高原
- 火山栓
- 铅垂线
- 极圈
- 难抵极——地理學概念
- 政治地理学
- 冰间湖
- 池塘
- 聚居地——人們所生活的，任何規模的社區
- 人口——生活在一定时间、地域、社会生产方式的人所组成的社会群体
- 人口地理学
- 壶穴
- 大草原
- 前寒武纪——地质年代合称
- 盛行风
- 第一产业——產業類型
- 本初子午线——地理學時間概念
- 海岬——三面環海的小片陸地
- 保护区
- 省份——行政區劃類型，用於英語「province」譯名及東亞地區「省」之稱呼
- 普韦布洛

## Q
- 沼泽地
- 采石场

## R
- 轨距——铁路轨道两条钢轨之间的距离
- 雨影区
- 雨林
- 急流
- 沟壑
- 填海地——將原有的海域、湖區或河岸轉變為陸地
- 礁石——因面积过小而无法居住的岩石岛屿
- 参考椭球
- 区域——部分國家的行政區劃
- 区域中心城市
- 风化层
- 遥感
- 比例尺
- 资源——可产生潜在财富或利益的来源或供应
- 恒向线——以相同角度穿過所有經線的線
- 带状发展
- 带状湖
- 山脊
- 裂谷
- 河岸带
- 河流——自然的水道
- 锚地——可下锚的位置

## S
- 盐沼
- 鞍部
- 突出部
- 盐盘
- 盐田
- 海水
- 卫星导航
- 稀树草原
- 比例尺 (地图)
- 航道
- 海平面
- 海床
- 第二产业
- 沉积岩
- 地震仪
- 地方感
- 羊背石
- 地盾
- 盾状火山
- 浅滩
- 天坑
- 地理位置
- 天空岛
- 滑坡
- 泥沼
- 贫民窟
- 烟雾
- 雪线
- 土壤层
- 溶解度
- 海峡
- 南极
- 南磁极
- 南半球
- 空间分析
- 水平仪
- 沙嘴
- 泉
- 海蚀柱
- 草原
- 层状火山
- 溪流
- 河床
- 次大陆
- 俯冲带
- 郊区
- 地表水
- 测量学
- 涌浪
- 向斜

## T
- 台地
- 泰加林
- 尾矿
- 温带
- 逆温
- 火山灰
- 终碛
- 地形
- 领海
- 领土
- 第三产业
- 深泓线
- 经纬仪
- 温跃层
- 热喀斯特
- 潮滩
- 潮差
- 潮汐
- 潮池
- 连岛沙洲
- 时间地理学
- 时区
- 地理学第二定律
- 收费公路
- 沙洲
- 地形学
- 地形图
- 拓扑地图
- 拓扑学
- 地名学
- 小径
- 迁徙
- 三角测量
- 支流
- 北回归线
- 南回归线
- 真北
- 苔原

## U
- 下切河流
- 城市地理学
- 城市蔓延
- 城市研究

## V
- 谷地
- 虚拟地球
- 火山口
- 火山
- 火山学

## W
- 水隙
- 水污染
- 水位
- 水道
- 瀑布
- 风化
- 堰
- 井
- 西半球
- 湿地
- 荒野
- 风隙
- 世界
- 世界地图

## Z
- 分区
- 天顶